# Districtul Muak Lek
Muak Lek (în thailandeză มวกเหล็ก) este un district (Amphoe) din provincia Saraburi, Thailanda, cu o populație de 49.572 de locuitori și o suprafață de 681,4 km².

## Componență
Districtul este subdivizat în 6 subdistricte (tambon), care sunt subdivizate în 65 de sate (muban).
| Nr. | Nume            | Nume în tailandeză | Sate | Pop.   |
| --- | --------------- | ------------------ | ---- | ------ |
| 1.  | Muak Lek        | มวกเหล็ก            | 13   | 9,925  |
| 2.  | Mittraphap      | มิตรภาพ             | 10   | 10,448 |
| 4.  | Nong Yang Suea  | หนองย่างเสือ         | 14   | 6,318  |
| 5.  | Lam Somphung    | ลำสมพุง             | 10   | 4,468  |
| 7.  | Lam Phaya Klang | ลำพญากลาง          | 18   | 11,305 |
| 9.  | Sap Sanun       | ซับสนุ่น              | 15   | 7,108  |